# Faro de Punta de Teno
El faro de Punta de Teno es uno de los siete faros que balizan las costas de la isla de Tenerife (Canarias, España). Se encuentra al noroeste de la isla, en el término municipal de Buenavista del Norte, a unos 7 kilómetros de su capital. 
Está construido sobre los acantilados de la punta que lleva su nombre, en el parque rural de Teno, en un paraje de gran belleza, agreste y de muy difícil acceso. Se trata de una torre cilíndrica que sigue la tipología normalizada que imperaba en el diseño de los faros de la década de 1970, construida en hormigón armado y pintada a franjas blancas y rojas, situada junto al antiguo faro.

## Descripción
La construcción del primitivo faro de Punta de Teno, proyectado por José Sanz Soler, se aprobó en 1889, pero no daría comienzo hasta el 15 de abril de 1891, extendiéndose las obras hasta el 15 de marzo de 1893. Hubo que esperar cuatro años más para su entrada en funcionamiento, que no tuvo lugar hasta el 7 de octubre de 1897.

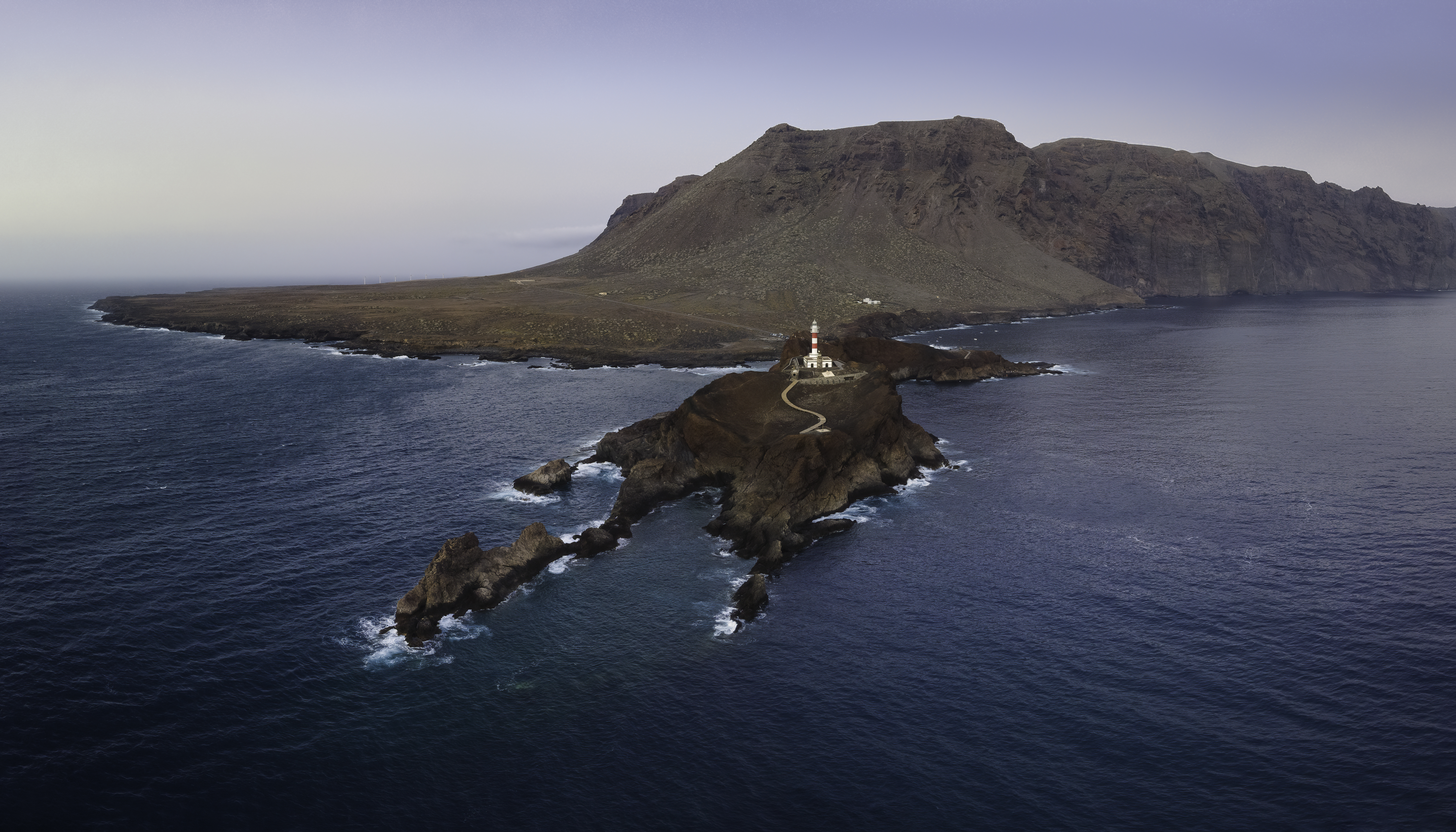
Vista aérea de la punta de Teno y el faro

Como los faros de la época, constaba de un edificio de una planta en piedra de cantería labrada, con las viviendas de pequeñas dimensiones, pero suficientes para alojar a dos torreros con sus respetivas familias, que disponían de comedor, dormitorio, cocina y baño, todo ello organizado alrededor de un patio, además de la oficina, habitaciones para el personal de inspección, almacén y cuarto de acumuladores. La torre, toda ella construida con piedra extraída de una cantera en la cercana isla de La Gomera, al igual que la del resto de la edificación, tenía una altura de 7,62 metros. 
Sobre la torre se instaló una linterna octogonal cerrada con cristales planos, de la casa BBT, con 1,8 metros de diámetro, rematada con cupulino, rosa de los vientos y veleta. El equipamiento óptico y de iluminación, suministrado por el mismo fabricante, contaba con una distancia focal de 500 mm y estaba montado sobre un plato circular provisto de cuatro rodamientos y una lámpara de petróleo Maris de doble mecha. 
El faro era atendido por dos torreros en turnos de cuatro meses y dos de vacaciones. Los torreros José Sánchez Acosta y Antonio Hurtado, destinados a este faro durante muchos años, fueron testigos de como en 1978 se construyó otra torre de hormigón que elevaba la altura de su señal hasta 20 metros del suelo (59,6 del nivel del mar). 
- Datos: Q5856493
- Multimedia: Faro de Teno / Q5856493